# 十小咒
十小咒是漢傳佛教早課、晚課時念誦的十篇字數較少的陀羅尼，包括《如意寶輪王陀羅尼》、《消災吉祥神咒》、《功德寶山神咒》、《準提神咒》、《聖無量壽決定光明王陀羅尼》、《藥師灌頂真言》、《觀音靈感真言》、《七佛滅罪真言》、《拔一切業障根本得生淨土陀羅尼》、《大吉祥天女咒》。
十小咒並非是一次性形成的，而是在漫長的漢傳佛教發展歷程中，由不同的僧人從不同的佛教經典中摘錄形成的，包括了對釋迦牟尼佛、藥師佛、阿彌陀佛、觀世音菩薩、准提菩薩等佛菩薩的信仰。最早可追溯至明朝《嘉興藏》《諸經日誦集要》，經過雲棲株宏與蕅益智旭編輯推廣後，隨後也被收錄到《禪門日誦》與民國時期《佛門必備課誦本》等誦本中，盛行於禪宗與淨土宗信眾之中。

## 外部連結
- 十小咒 （页面存档备份，存于）